# Chaitophorus nigricentrus
Chaitophorus nigricentrus är en insektsart som beskrevs av Richards 1972. Chaitophorus nigricentrus ingår i släktet Chaitophorus och familjen långrörsbladlöss. Inga underarter finns listade i Catalogue of Life.